# Bankkonto
Bankkonto (von italienisch conto, „Rechnung, Konto, Zahlung“) ist die umgangssprachliche Sammelbezeichnung für alle Kontoarten, die Kreditinstitute für ihre Kunden im Rahmen der Bankverbindung führen.

## Allgemeines
Der umgangssprachliche Ausdruck „Bankkonto“ umfasst nicht nur die Konten bei Banken, sondern auch bei Sparkassen und Kreditgenossenschaften. Insbesondere versteht man hierunter die Girokonten als wichtigste Kontoart, über die der gesamte bare und bargeldlose Zahlungsverkehr abgewickelt wird. Zu den Bankkonten gehören neben dem Girokonto das Anderkonto, Fremdwährungskonto, Jugendkonto, Kautionskonto, Sparkonto, Sperrkonto, Tagesgeldkonto, Termingeldkonto, Treuhandkonto (Geldkonten), Metallkonto oder Wertpapierdepot (Sachkonten).
Aus Sicht des Kunden einer Bank ist „Haben“ als Habensaldo ein Bankguthaben (eine Forderung gegenüber dem Kreditinstitut) und „Soll“ als Sollsaldo eine Verbindlichkeit gegenüber der Bank.

## Rechtsfragen
Das Bankkonto ist eine von einem Kreditinstitut kontoartig geführte Rechnung auf der Grundlage des Kontokorrents (§§ 355 ff. HGB) und der AGB, die mit einem kreditorischen oder debitorischen Saldo endet. Diese Rechnung mündet in einen meist zum Quartals- oder Jahresende erstellten Rechnungsabschluss. In diesem werden zumeist auch die aufgelaufenen Zinsen und Gebühren verrechnet.
Als Kontoinhaber gilt, wer Träger von Rechten und Pflichten des einem Bankkonto zugrunde liegenden Girovertrags ist und nach dem erkennbaren Parteiwillen Gläubiger oder Schuldner des Kreditinstituts werden soll und auf dessen Name das Konto lautet. Dem Verfügungsberechtigten (oder Kontobevollmächtigten) hingegen wird vom Kontoinhaber eine Bankvollmacht erteilt, wonach er alle Handlungen und Bankgeschäfte im Namen und für Rechnung des Kontoinhabers vornehmen darf, die in unmittelbarem Zusammenhang mit der Kontoführung stehen. Dazu gehören insbesondere
- die Ermächtigung, über bestehende Bankguthaben zu verfügen,
- eingeräumte Kredite in Anspruch nehmen,
- von Kontoüberziehungen im banküblichen Rahmen Gebrauch machen und
- Abrechnungen, Kontoauszüge und Mitteilungen entgegennehmen oder anerkennen.

Damit ist die Kontovollmacht eine rechtsgeschäftlich begründete Vertretungsmacht für den Kontoinhaber. Die von dem Bevollmächtigten im Namen des vertretenen Kontoinhabers abgegebenen Willenserklärungen wirken direkt für und gegen den Kontoinhaber als eine Kontoverfügung. Eine Kontovollmacht ist regelmäßig eine so genannte Gattungsvollmacht, da sie zu allen gewöhnlich im unmittelbaren Zusammenhang mit der Kontoführung verbundenen Aufträgen ermächtigt.
Während ein Habensaldo des Bankkunden auf dem Bankkonto eine Forderung aus unregelmäßiger Verwahrung nach § 700 BGB darstellt, ist der Sollsaldo eine Darlehensverbindlichkeit im Sinne des § 488 BGB. Ein- und Barauszahlungen auf das Bankkonto sind daher in aller Regel auch Akte zur Begründung oder Erfüllung der genannten Schuldverhältnisse oder einzelner Pflichten aus ihnen. Im Falle kreditorischer Bankkonten stellen Barauszahlungen die Rückgabe des für den Kunden verwahrten (§ 688 BGB) und Bareinzahlungen die Hingabe des zu verwahrenden Geldes dar (§ 700 BGB); bei debitorischen Konten sind Barauszahlungen als Kreditauszahlungen, Bareinzahlungen als Kreditrückzahlungen anzusehen (§§ 488 ff. BGB).
Kreditinstitute sind gemäß § 2 Abs. 1 Nr. 1 GwG verpflichtet, den Kontoinhaber nach § 10 Abs. 1 Nr. 1 GwG bei Begründung der Geschäftsbeziehung – also bei Kontoeröffnung – zu identifizieren (§ 11 Abs. 4 GwG). Das git ebenso für wirtschaftlich Berechtigte, beispielsweise die Treugeber bei Treuhand- oder Anderkonten (§ 8 Abs. 1 GwG).

## Kontoarten
Bankkonten können nach Verwendungszweck, Verfügungsbefugnis oder nach der Zurechnung zur Vermögenssphäre eingeteilt werden.

### Nach dem Verwendungszweck
Nach dem Verwendungszweck können folgende Konten unterschieden werden:
| Kontoart           | Produktgruppe                                                            | Finanzprodukt | Zinsen und Bankgebühren                |
| ------------------ | ------------------------------------------------------------------------ | --- | -------------------------------------- |
| Girokonto          | Verrechnungskonto für alle übrigen Konten Zahlungsverkehr Kreditgeschäft | Inlandszahlungsverkehr, internationaler Zahlungsverkehr Dispositionskredit, Kontoüberziehung                                                                                | Kontoführungsgebühr Habenzins Sollzins |
| Fremdwährungskonto | internationaler Zahlungsverkehr                                          | Devisen, Zahlungen in das Ausland (Auslandsüberweisung) und aus dem Ausland                                                                                                 | Habenzins, Sollzins, Provision         |
| Kreditkonto        | Kreditgeschäft                                                           | Kreditarten wie Baufinanzierung, Investitionskredit, Konsumkredit | Kreditzins                             |
| Mehrwertkonto      | bankfremde Dienstleistungen                                              | Cashback-Systeme, vergünstigte Hotel- und Mietwagenangebote, Bonushefte mit Rabatten im Einzelhandel, Auslandsreisekrankenversicherungen oder Reiserücktrittsversicherungen | Kontoführungsgebühr                    |
| Metallkonto        | Edelmetallhandel                                                         | Gold, Silber, Palladium und Platin | Lagerkosten                            |
| Sparkonto          | Einlagengeschäft                                                         | Spareinlagen | Spareckzins, Sparzins                  |
| Tagesgeldkonto     | Einlagengeschäft                                                         | Sichteinlagen | Habenzins                              |
| Termingeldkonto    | Einlagengeschäft                                                         | befristete Einlagen | Habenzins                              |
| Wertpapierdepot    | Wertpapierdepotgeschäft                                                  | Anschaffung und Veräußerung von Effekten im Kundenauftrag | Provision für Wertpapierorders         |

Erläuterungen
- Das Girokonto (auch Sichtkonto oder laufendes Konto genannt) dient als Zahlungsverkehrskonto der Abwicklung laufender Ein- und Ausgänge.
- Das Sparkonto – oft als Sparbuch bezeichnet – bietet eine verzinsliche Anlage schon für Kleinbeträge.
- Tagesgeldkonto und Termingeldkonto werden zur Anlage kurzfristig nicht benötigter Gelder verwendet.
- Fremdwährungskonten sind Kontokorrentkonten, über die Umsätze in einer bestimmten Fremdwährung verbucht werden, bei der eine Umwandlung in Euro (zunächst) nicht vorgesehen ist. Über vorhandene Fremdwährungsguthaben kann später in derselben Fremdwährung verfügt werden, sodass ein Wechselkursrisiko nicht besteht.
- Kreditkartenkonten werden meistens als Revolvingkonto geführt und dienen der Buchung der Umsätze aus Zahlungskarten.
- Kreditkonten dienen der Abwicklung von Krediten.
- Ein Schattenkonto wird z. B. für Geldkarten geführt. Hier werden die auf der Karte gespeicherten Umsätze gespiegelt.
- Treuhandkonten:
  - Anderkonten sind nur für bestimmte Berufsgruppen (Buchprüfer, Notare, Patentanwälte, Rechtsanwälte, Steuerberater, Wirtschaftsprüfer) vorgesehen. Die Gelder von Mündeln oder Betreuten dürfen ebenfalls auf Anderkonten durch den anwaltlichen Vormund oder Betreuer verwaltet werden.[4]
  - Sonstige Treuhandkonten werden insbesondere geführt für gesetzliche Treuhandverhältnisse (wie Testamentsvollstrecker: abzuleiten aus § 2216 Abs. 1 BGB, Insolvenzverwalter[5], Nachlassverwalter und Zwangsverwalter: § 13 Abs. 2 Zwangsverwalterverordnung [ZwVwV]) oder private Treuhandverhältnisse (wie Wohnungseigentumsverwaltungen, Wohnraumvermieter: Kautionskonto § 551 Abs. 3 BGB), Baubetreuer/Bauträger/Immobilienmakler (§ 6 MaBV) oder Kreditvermittler. Auch Spendenkonten können als Treuhandkonten geführt werden.

Allen Arten liegen offene Treuhandverhältnisse zugrunde, die auf offenen Treuhandkonten verbucht werden. Bei verdeckten Treuhandkonten ist für das kontoführende Kreditinstitut nicht ersichtlich, dass der Kontoinhaber für Dritte handelt.
- Im Mehrwertkonto sind neben normalen Leistungen rund ums Girokonto, goldene Kreditkarten, etliche Versicherungsleistungen und andere Vergünstigungen enthalten. Diese Mehrwertkonten sind jedoch häufig teurer als normale Girokonten.
- Das Metallkonto ist ein in Feinunzen bzw. Kilogramm und Gramm oder Anzahl Münzen geführtes Konto für nicht-physische Edelmetalle.

Weitere Sonderformen mit eingeschränkter Zweckbestimmung sind Kautionskonto, Pfändungsschutzkonto oder Sperrkonto. Die meisten Bankkonten sind Geldkonten, während Metallkonten und Wertpapierdepots zu den Sachkonten gehören. Anders als im Rechnungswesen bei Nichtbanken, lauten Bankkonten auf den Namen ihres Kontoinhabers; in wenigen Staaten sind jedoch auch Nummernkonten zulässig.

### Nach der Verfügungsbefugnis
Im Hinblick auf die Verfügungsbefugnis wird rechtlich zwischen Einzelkonto und Gemeinschaftskonto unterschieden. Zu unterscheiden ist dabei zwischen einem Kontoinhaber und einem Verfügungsberechtigten über ein Bankkonto. Seit Oktober 2009 werden beide Kontoarten durch die in § 675f Abs. 2 BGB übernommene Zahlungsdiensterichtlinie erwähnt, denn Kreditinstitute haben danach „ein auf dessen Namen oder die Namen mehrerer Zahlungsdienstnutzer lautendes Zahlungskonto zu führen“; mit Zahlungsdienstnutzer ist der Kontoinhaber gemeint.
- Beim Einzelkonto handelt es sich um ein Bankkonto, das entweder für eine einzelne Privatperson oder eine einzelne juristische Person geführt wird und deshalb lediglich einen Kontoinhaber aufweist. Der Kontoinhaber ist alleiniger Gläubiger der Guthabenforderung oder Darlehensnehmer eines Schuldsaldos. Dieser Kontoinhaber kann unabhängig davon jedoch mehrere natürliche oder juristische Personen zu Verfügungsberechtigten über das Einzelkonto benennen.
- Im Unterschied zum Einzelkonto haben Gemeinschaftskonten mehr als einen Kontoinhaber. Diese sind Gesamtgläubiger nach § 428 BGB oder Gesamtschuldner nach § 421 BGB, die im Innenverhältnis untereinander eine gegenseitige anteilige Ausgleichspflicht nach § 430 bzw. § 426 BGB trifft. Während jeder der Gesamtgläubiger berechtigt ist, über das gesamte Bankguthaben zu verfügen, haftet bei einem Schuldsaldo jeder Konteninhaber gegenüber dem Kreditinstitut (im Außenverhältnis) in voller Höhe. Je nach Verfügungsberechtigung spricht man dann entweder von einem Und-Konto oder einem Oder-Konto.

#### Und-Konten
Bei einem Und-Konto können alle Verfügungen nur gemeinschaftlich von sämtlichen Kontoinhabern getätigt werden, die Kontoinhaber müssen also zusammenwirken. Die Bank kann nur an sämtliche Kontoinhaber mit befreiender Wirkung gemeinschaftlich leisten. Je nach Gestaltung des Innenverhältnisses handelt es sich beim Und-Konto entweder um eine Gesamthandsgemeinschaft oder um eine Bruchteilsgemeinschaft nach § 741 BGB, wobei die Konteninhaber lediglich zu gemeinschaftlichen Verfügungen nach § 432 BGB befugt sind. Unabhängig davon, ob im Innenverhältnis Gesamthandsgemeinschaft oder Bruchteilsgemeinschaft vorliegen, haften alle Kontoinhaber eines Und-Kontos gegenüber dem Kreditinstitut als Gesamtschuldner. Wird im Rahmen der Zwangsvollstreckung gegen einen der Kontoinhaber die Kontoforderung gepfändet, hat der andere Kontoinhaber ein Interventionsrecht gemäß § 771 ZPO.

#### Oder-Konten
Beim Oder-Konto besitzt jeder Einzelne der zwei oder mehr Kontoinhaber eine Einzelverfügungsbefugnis. Die Kontoinhaber (z. B. Ehegatten) vereinbaren mit der Bank, dass sie unabhängig voneinander über das Konto verfügen dürfen. Jeder Kontoinhaber kann allein über das gesamte Guthaben verfügen.
Es ist jedoch nicht möglich, dass einer der Kontoinhaber alleine das Konto auflöst. Hierfür werden die Unterschriften aller Kontoinhaber benötigt.
Ein Oder-Konto wird gewöhnlich von Ehegatten eingerichtet und ermöglicht die Verfügung jedes Ehegatten über das Konto, unabhängig vom anderen Ehegatten. Als Inhaber eines Oder-Kontos sind die Ehegatten Gesamtgläubiger gemäß § 428 BGB mit der Folge, dass im Innenverhältnis zwischen den Ehegatten eine Ausgleichspflicht nach § 430 BGB in Betracht kommt, soweit ein Ehegatte mehr als die Hälfte der Guthaben für sich verwendet hat. Ein solcher Ausgleichsanspruch besteht während der intakten Ehezeit jedoch nicht (§ 1353 BGB). Nur nach der Trennung kann dieser Ausgleichsanspruch entstehen. Die Haftung beider Ehegatten bleibt aber gegenüber der Bank im Außenverhältnis bestehen, die Bank darf den gesamten Schuldsaldo von einem Kontoinhaber einfordern. Die Gesamtgläubigerschaft führt dazu, dass im Falle der Pfändung des Kontos im Rahmen der Zwangsvollstreckung gegen einen Kontoinhaber der andere Kontoinhaber keine Drittwiderspruchsklage (§ 771 ZPO) erheben kann.
Umstritten ist die Frage, ob ein Kontoinhaber eines Oder-Kontos dieses einseitig in ein Und-Konto umwandeln darf. Der BGH hat diese Frage verneint, weil eine Umwandlung eines Oder-Kontos in ein Und-Konto die Rechtsstellung der übrigen Kontoinhaber verschlechtere. Die AGB sehen nunmehr in Ziffer 5 vor, dass jeder Kontoinhaber die Einzelverfügungsbefugnis eines anderen Kontoinhabers für die Zukunft widerrufen kann.
Oder-Depotkonten
Beim Oder-Depotkonto ist zwischen der Eigentumslage an den verwahrten Wertpapieren und den Rechten aus dem Depotvertrag zu unterscheiden. Der das Innenverhältnis von Gesamtgläubigern regelnde § 430 BGB ist nur für die Rechte aus dem Depotvertrag von Bedeutung, nicht jedoch für die Eigentumslage an den verwahrten Wertpapieren maßgebend. Danach sind nur im Hinblick auf die Rechte aus dem Depotvertrag, nicht aber in Bezug auf die verwahrten Wertpapiere die Inhaber eines Oder-Depots Gesamtgläubiger. Gesamtgläubigerschaft bei Inhaberpapieren, insbesondere bei Aktien, gibt es nicht. Maßgebend ist somit die dingliche Berechtigung, also die Eigentumslage. Über diese gibt die Errichtung eines Depots als Oder-Depot in der Regel keinen Aufschluss. Das gilt schon deshalb, weil der Depotinhaber nicht zwingend Eigentümer der verwahrten Wertpapiere sein muss. Erfahrungsgemäß dient die Errichtung eines Oder-Depots bei Eheleuten häufig nur dem Zweck, neben dem Eigentümer auch dem dinglich nicht berechtigten anderen Ehegatten Verfügungen über die Wertpapiere zu ermöglichen.

### Nach der Zurechnung zur Vermögenssphäre
Hierbei wird unterschieden zwischen Eigenkonten und Fremdkonten sowie zwischen Anderkonten und Treuhandkonten.

#### Eigenkonten und Fremdkonten
Zu unterscheiden ist zwischen Eigenkonto und Fremdkonto. Maßgeblich ist, wer nach dem für das Kreditinstitut erkennbaren Willen des Kontoeröffnenden Gläubiger der Bank werden soll. Für die Frage, wer der Bank gegenüber berechtigter Kontoinhaber ist, kommt es nicht darauf an, wer in der Kontobezeichnung aufgeführt ist oder aus wessen Mitteln die eingezahlten Gelder stammen. Maßgebend hierfür ist vielmehr, wer bei der Kontoerrichtung der Bank gegenüber als Forderungsberechtigter oder Darlehnsgeber auftritt. Ein Konto wird nicht deshalb zum Fremdkonto, weil es mit Fremdgeld errichtet worden ist. Eigenkonten werden für Zwecke des Kontoinhabers, Fremdkonten vom Kontoinhaber für Zwecke eines Dritten errichtet. Das muss in der Kontobezeichnung zum Ausdruck kommen.

#### Anderkonten und Treuhandkonten
Anderkonten gibt es für Notare oder Rechtsanwälte, Treuhandkonten werden unter anderem für Wohnungseigentümergemeinschaften geführt. Die Besonderheit besteht darin, dass der Kontoinhaber (Notar, Rechtsanwalt oder die Wohnungseigentumsverwaltung) das Konto als Treuhänder für Klienten oder die Wohnungseigentümergemeinschaft verwaltet, so dass Haben- oder Sollsalden dem Vermögenskreis der Treuhandgeber zuzurechnen sind. Die Kontobezeichnung muss zweifelsfrei zu erkennen geben, dass der Kontoeröffnende fremdes Vermögen treuhänderisch verwalten will. Der Treuhänder ist Vollrechtsinhaber und Kontoinhaber. Bei einem Sonderkonto oder einem Unterkonto, das zu einem Hauptkonto errichtet wurde, ist Kontoinhaber regelmäßig derjenige, der das Hauptkonto hat eröffnen lassen, mag auch in der Bezeichnung des Kontos noch eine weitere Person aufgeführt worden sein.

## Ehegattenkonten
Eine Vielzahl von Rechtsstreitigkeiten betrifft die Behandlung von Einzel- oder Gemeinschaftskonten bei Ehescheidung. Bei Ehegatten kommen Gemeinschaftskonten am häufigsten vor.

### Einzelkonto eines Ehegatten
Kontoinhaber eines Einzelkontos ist ein Ehegatte allein, ungeachtet der Kontovollmacht für den anderen Ehegatten. Deshalb ist der Kontoinhaber auch Gläubiger der Kontoguthaben, unabhängig davon, durch wen sie eingezahlt oder überwiesen worden sind. Das gilt auch für Schuldsalden auf dem Konto. Sie sind Schulden des Kontoinhabers, auch wenn sie durch Verfügungen des kontobevollmächtigten Ehegatten oder Belastungen Dritter entstanden sind.
Ausnahmsweise kann ein Guthaben auf einem Einzelkonto ganz oder teilweise beiden Ehegatten zustehen, wenn
- sich die Eheleute einig waren, dass das Guthaben beiden zustehen sollte oder
- beide Eheleute Guthaben auf ein Einzelkonto eines Ehegatten einzahlen, um für einen bestimmten Zweck zu sparen oder
- ein Ehegatte sein gesamtes Arbeitseinkommen auf ein Einzelkonto des anderen Ehegatten überweisen lässt. Dann spricht die Vermutung dafür, dass das Kontoguthaben anteilmäßig beiden Ehegatten zustehen soll.

### Gemeinschaftskonto der Ehegatten
Ist auf einem Gemeinschaftskonto ein Guthaben vorhanden, so steht dieses Guthaben im Zweifel jedem Ehegatten zur Hälfte zu. Als Gesamtgläubiger trifft die Eheleute im Innenverhältnis nach § 430 BGB eine gegenseitige Ausgleichspflicht, unabhängig von ihren bestehenden güterrechtlichen Verhältnissen. Dabei spielt es keine Rolle, woher das Guthaben stammt. Hat etwa nur der Ehemann Einkommen, das auf das Gemeinschaftskonto überwiesen wird, so steht das Guthaben dennoch zur Hälfte der Ehefrau zu, wenn die Ehegatten nichts anderes vereinbart haben. Behauptet ein Ehegatte, ihm stünde mehr als die Hälfte des Guthabens zu, muss er dies beweisen.
Beide Ehegatten haften für Sollsalden hälftig, auch dann, wenn ein Ehegatte ohne Zustimmung des anderen einen größeren Betrag bis zum Kreditlimit für sich abgehoben hat. Hier entstehen – allerdings nicht leicht durchsetzbare – Erstattungsansprüche des anderen Ehegatten, wenn der entsprechende Betrag etwa ausgegeben wurde – die so genannte „Kontoplünderung“. Hierbei handelt es sich um einen Unterfall der Schädigung nach § 826 BGB, wenn ein Ehegatte kurz vor der Trennung ohne Wissen des anderen Kontoinhabers beim Gemeinschaftskonto Verfügungen über den ihm zustehenden Anteil hinaus vornimmt und dabei im Schädigungsvorsatz handelt. Dieser Vorsatz ist immer dann vorhanden, wenn der Ehegatte weiß, dass er mehr abhebt als ihm zusteht. Hebt er mehr als die Hälfte des Guthabens ab, so muss er dem anderen Ehegatten den Differenzbetrag erstatten. Dieser Erstattungsanspruch ist allerdings möglicherweise nicht mehr durchsetzbar, wenn der betroffene Ehepartner das Geld bereits ausgegeben hat, etwa für Umzugskosten.
Schulden auf einem Gemeinschaftskonto sind gemeinsame Schulden. Jeder Ehegatte haftet im Innenverhältnis (also die Eheleute untereinander) hälftig für gemeinsame Schuldsalden aus einem Gemeinschaftskonto, unabhängig davon, wodurch und durch wen die Schulden entstanden sind, die Bank darf jedoch einen der Kontoinhaber für den Gesamtbetrag haftbar machen.

## Steuerrecht und Geldwäsche
Das Steuerrecht verlangt in § 154 AO die Kontenwahrheit, wonach niemand auf einen falschen oder erdichteten Namen für sich oder einen Dritten ein Konto errichten oder Buchungen vornehmen lassen darf, Wertsachen (Geld, Wertpapiere, Kostbarkeiten) in Verwahrung geben oder verpfänden oder sich ein Schließfach geben lassen darf. Hiermit ist ausschließlich die formale Kontenwahrheit gemeint. Das Gebot der formalen Kontenwahrheit wird dadurch erfüllt, dass der das Konto Eröffnende als gegenüber der Bank berechtigte Gläubiger das Konto unter seinem richtigen Namen eröffnet. Ob der angegebene Kontoinhaber das Konto für eigene oder für fremde Rechnung führt (materielle Kontenwahrheit), ist unerheblich. Diese wird durch § 8 GwG sichergestellt, wonach die Kreditinstitute verpflichtet sind, bei Eröffnung eines Kontos nach dem wirtschaftlich Berechtigten zu fragen (§ 8 Abs. 1 GWG).

## International
In der Schweiz beruht das Bankkonto auf den Regeln des Kontokorrents aus Art. 117 OR. Bei der Eröffnung und Führung von Konten und Nummernkonten ist die Vereinbarung über die Standesregeln zur Sorgfaltspflicht der Banken zu beachten. Seit Juli 2004 verpflichtet die Schweiz die Kreditinstitute, auch die Identität der Inhaber eines Nummernkontos zu prüfen und zu dokumentieren. Nach Art. 3 GwG hat der Finanzintermediär bei der Aufnahme von Geschäftsbeziehungen die Vertragspartei aufgrund eines beweiskräftigen Dokumentes zu identifizieren. Handelt es sich bei der Vertragspartei um eine juristische Person, so muss der Finanzintermediär die Bevollmächtigungsbestimmungen der Vertragspartei zur Kenntnis nehmen und die Identität der Personen überprüfen, die im Namen der juristischen Person die Geschäftsbeziehung aufnehmen. Der Finanzintermediär muss nach Art. 4 GwG auch die wirtschaftlich berechtigte Person mit der nach den Umständen gebotenen Sorgfalt feststellen.
In Österreich ist nach § 907a Abs. 1 ABGB eine Geldschuld am Wohnsitz oder an der Niederlassung des Gläubigers zu erfüllen, indem der Geldbetrag dort übergeben oder auf ein vom Gläubiger bekanntgegebenes Bankkonto überwiesen wird. Wird eine Geldschuld durch Banküberweisung erfüllt, so hat der Schuldner den Überweisungsauftrag so rechtzeitig zu erteilen, dass der geschuldete Betrag bei Fälligkeit auf dem Konto des Gläubigers wertgestellt ist (§ 907a Abs. 2 ABGB). Ein Verbrauchergirokontovertrag hat zusätzlich zu den Informationen gemäß Zahlungsdienstegesetz (ZaDiG) zumindest den Jahreszinssatz für Guthaben, sofern diese Information nicht bereits im Rahmen der gemäß § 48 ZaDiG erteilten Informationen gegeben wird, zu enthalten (§ 34 Abs. 2 Bankwesengesetz).
In den EU-Mitgliedstaaten hat jeder in der EU ansässige Verbraucher ein Recht auf ein Bankkonto (Art. 16 Richtlinie 2014/92/EU vom 23. Juli 2014 über die Vergleichbarkeit von Zahlungskontoentgelten, den Wechsel von Zahlungskonten und den Zugang zu Zahlungskonten mit grundlegenden Funktionen), so dass für Kreditinstitute ein Kontrahierungszwang besteht. Dafür ist konkret gemäß § 31 Abs. 1 Zahlungskontengesetz für Verbraucher in Deutschland das Zahlungskonto vorgesehen.